# حوزه انتخابیه هفتم میزوری
حوزه انتخابیه هفتم میزوری یک حوزه انتخابیه مجلس نمایندگان آمریکا است که در ایالت میزوری قرار دارد.